# Karel Vodrážka
Karel Vodrážka (2. prosince 1904 Dráchov – 21. září 1985 Praha) byl český klavírista a hudební skladatel.

## Život
Studoval na učitelských ústavech v Soběslavi a v Praze. Po absolvování školy učil nejprve v Roudnici nad Labem a od roku 1927 v Praze. V letech 1934–1949 byl tajemníkem Městského školního výboru a poté pracoval v odboru kultury Rady Ústředního národního výboru hlavního města Prahy. V roce 1961 se stal ředitelem Symfonického orchestru hlavního města Prahy FOK.
Hudbu studoval soukromě. V harmonii a kontrapunktu byl žákem soběslavského pedagoga E. Rataje. Vystupoval jako klavírní doprovazeč. Hrál na klavír v loutkovém divadle Umělecké výchovy a pro toto divadlo také komponoval scénickou hudbu. Po 2. světové válce pokračoval ve spolupráci s Ústředním loutkovým divadlem v Praze. Podílel se na založení Orchestrálního sdružení pražských učitelů, které také dirigoval jako zástupce hlavního dirigenta Františka Suchého.

## Dílo (výběr)
- Král Lávra (opera, 1956)
- Melodramy na slova českých básníků (Petr Bezruč, Jiří Wolker, Stanislav Kostka Neumann, Josef Kožíšek)
- Pásma lidových písní
  - Lučina
  - Moravská suita
  - Jetelička
  - Prvosenka
- 3 kantáty pro ženský sbor a orchestr
- Kantáta o Praze
- Scénická hudba k loutkovým hrám
- Písně a sbory (zejména dětské)